# Abierto de Australia 2022
El Abierto de Australia 2022 fue un torneo de tenis celebrado del 17 al 30 de enero de 2022 en las pistas de superficie dura del Melbourne Park, situado en Melbourne, Australia. Fue la edición 110 del torneo, la edición 54 de la era abierta y el primer Grand Slam de 2022.

## Torneo

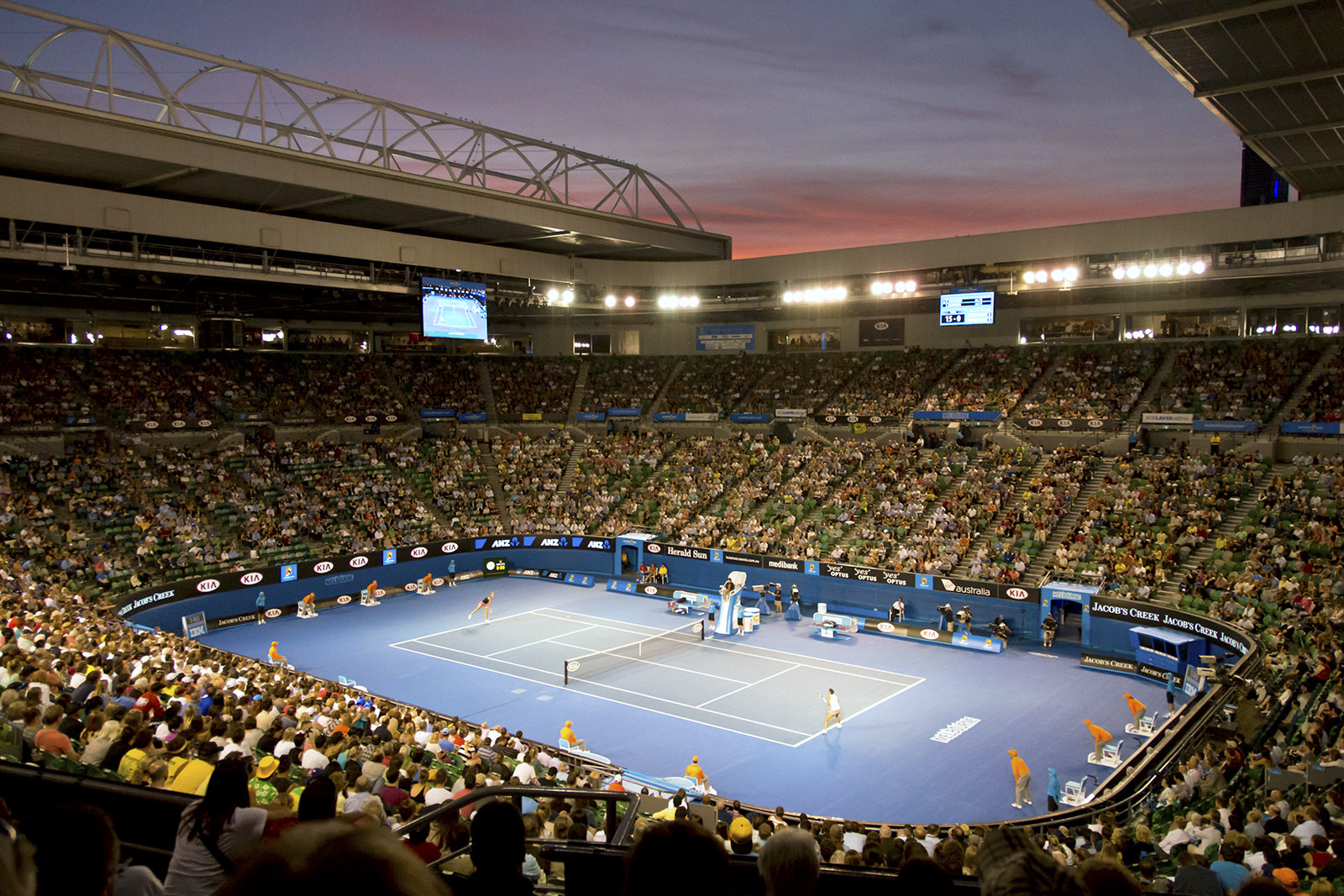
Rod Laver Arena, estadio en donde se realizarán las finales del Australian Open.

El Abierto de Australia 2022 fue la edición 110.ª del torneo y se celebró en Melbourne Park en Melbourne, Victoria, Australia.
El torneo fue dirigido por la Federación Internacional de Tenis (ITF) y es parte del calendario 2022 del ATP Tour y de la WTA Tour bajo la categoría de Grand Slam. El torneo consiste en dos cuadros de las modalidades de individuales y dobles tanto para hombres como para mujeres, así mismo como un evento de dobles mixtos. Hay cuadros de individuales y dobles también para jugadores juniors, jóvenes y señoritas (jugadores menores de 18). Hay también competiciones en individuales y dobles para varones y damas en tenis adaptado.
Este evento cuenta con una particularidad ya que llegarían las principales figuras de tenis mundial, pues tendrán que hacer una larga cuarentena y además de haber cumplido el esquema de vacunación completa, no solo ellos, sino directivos y aficionados, so pena de no permitirles participar del torneo debido a la emergencia que vive el mundo por la pandemia por COVID-19, ante todo para evitar el contagio masivo, aunque la realización del torneo podría verse trastocada por la variante ómicron del SARS-CoV-2, causante de la enfermedad COVID-19.

## Vacunación COVID-19, controversias sobre visas y otras controversias
El 4 de enero de 2022, el campeón defensor Novak Djokovic anunció que podía competir en el Abierto de Australia después de que Tennis Australia y el Departamento de Salud de Victoria, después de una revisión a ciegas de su aplicación. Sin embargo, la ministra del Interior de Australia, Karen Andrews, declaró que, independientemente de la decisión de Tennis Australia y estado de Victoria, el gobierno federal seguiría aplicando los requisitos fronterizos de Australia, a saber, que las personas no vacunadas que ingresen a Australia "deben proporcionar pruebas aceptables de que no pueden vacunarse por razones médicas".
El 5 de enero, Djokovic fue detenido por la Fuerza Fronteriza Australiana al llegar a Australia y se determinó que no cumplía con los requisitos de entrada para viajeros no vacunados. Sus abogados solicitaron una medida cautelar contra la deportación para apelar la denegación de visa; esto permitió que Djokovic permaneciera confinado en un hotel de detención a la espera del resultado de la apelación. El 10 de enero, el Circuito Federal y Tribunal de Familia de Australia falló en contra del gobierno por motivos procesales, ordenó su liberación de la detención y ordenó al gobierno federal que pagara sus gastos legales. El motivo del fallo fue que cuando Djokovic estaba detenido por inmigración antes de que se cancelara su visa, los funcionarios australianos incumplieron un acuerdo para darle a Djokovic tiempo suficiente para comunicarse con sus abogados y las autoridades del tenis antes de su entrevista oficial; esto llevó al gobierno australiano a admitir que trataron a Djokovic de manera irrazonable.
Otros veinticinco jugadores y personal habían solicitado una exención médica y se habían concedido algunas solicitudes. Entre ellos, dos personas con el mismo tipo de visa y exención que Djokovic habían podido ingresar al país. La tenista Renata Voráčová fue una de los que recibieron una exención y se les permitió ingresar al país. Había participado en un torneo de preparación, pero posteriormente fue detenida en el mismo hotel que Djokovic y deportada el 8 de enero de 2022. A Filip Serdarusic, entrenador de tenis con la misma exención, también se le permitió la entrada pero abandonó el país voluntariamente.
La opinión pública en Australia de que se permite la entrada a un atleta no vacunado mientras muchos australianos permanecen varados en el extranjero debido a la pandemia, para participar en un evento al que los espectadores no pueden asistir a menos que estén completamente vacunados, ha sido abrumadoramente negativo. Una encuesta destacada publicada por The Sun Herald y Sunday Age los periódicos del domingo mostraron que el 71% de los encuestados no querían que se permitiera quedarse a Djokovic.
El 14 de enero de 2022, Alex Hawke, el ministro de Inmigración, Ciudadanía, Servicios para Migrantes y Asuntos Multiculturales australiano, ejerció sus poderes ministeriales en virtud de la Ley de Migración de 1958 para cancelar el contrato de Djokovic. visa, citando "motivos de salud y buen orden, sobre la base de que era de interés público hacerlo". Se presentó una solicitud de revisión de la decisión en el Tribunal Federal, pero fue desestimada el 16 de enero, descartando la participación de Djokovic en el Australian 2022 Abierto. Djokovic dijo que estaba "extremadamente decepcionado" con tomó la decisión, pero aceptó el fallo y salió volando de Australia esa noche. Salvatore Caruso, clasificado 150 en el mundo, ocupó su lugar en el sorteo como el "lucky loser".
Durante el Abierto de Australia de 2022, se prohibieron las camisetas ¿Dónde está Peng Shuai? en las sedes.
La prohibición fue revocada luego de una protesta.

## Puntos y premios

### Distribución de puntos

#### Séniors
| Evento               | G    | F    | SF  | CF  | R16 | R32 | R64 | R128 | C  | C3 | C2 | C1 |
| Individual masculino | 2000 | 1200 | 720 | 360 | 180 | 90  | 45  | 10   | 25 | 16 | 8  | 0  |
| Dobles masculino     | 2000 | 1200 | 720 | 360 | 180 | 90  | 0   | —    | —  | —  | —  | —  |
| Individual femenino  | 2000 | 1300 | 780 | 430 | 240 | 130 | 70  | 10   | 40 | 30 | 20 | 2  |
| Dobles femenino      | 2000 | 1300 | 780 | 430 | 240 | 130 | 10  | —    | —  | —  | —  | —  |

| Evento           | G    | F    | SF   | CF   |
| Individual       | 1800 | 1500 | 1375 | 1100 |
| Dobles           | 1800 | 1500 | 1100 | —    |
| Quad* Individual | 1800 | 1500 | 1100 | —    |
| Quad* Dobles     | 1800 | 1100 | —    | —    |

| Evento               | G   | F   | SF  | CF  | R16 | R32 | C  | C3 |
| Individual masculino | 382 | 129 | 180 | 120 | 75  | 30  | 25 | 20 |
| Individual femenino  | 382 | 129 | 180 | 120 | 75  | 30  | 25 | 20 |
| Dobles masculino     | 570 | 380 | 220 | 175 | 95  | —   | —  | —  |
| Dobles femenino      | 570 | 380 | 220 | 175 | 95  | —   | —  | —  |

## Sumario

### Día 1 (17 de enero)
- Cabezas de serie eliminados:
  - Individual masculino:  Cameron Norrie [12],  Lloyd Harris [30]
  - Individual femenino:  Sofia Kenin [11],  Cori Gauff [18]
- Orden de juego

| Partidos en los estadios principales                 | Partidos en los estadios principales | Partidos en los estadios principales | Partidos en los estadios principales |
| Partidos en la Rod Laver Arena                       | Partidos en la Rod Laver Arena       | Partidos en la Rod Laver Arena       | Partidos en la Rod Laver Arena       |
| Modalidad                                            | Ganadores                            | Perdedores                           | Resultado                            |
| ---------------------------------------------------- | ------------------------------------ | ------------------------------------ | ------------------------------------ |
| Individual femenino - Primera ronda                  | María Sákkari [5]                    | Tatjana Maria [PR]                   | 6-4, 7-6(7-2)                        |
| Individual femenino - Primera ronda                  | Naomi Osaka [13]                     | María Camila Osorio                  | 6-3, 6-3                             |
| Individual masculino - Primera ronda                 | Rafael Nadal [6]                     | Marcos Giron                         | 6-1, 6-4, 6-2                        |
| Individual femenino - Primera ronda                  | Ashleigh Barty [1]                   | Lesia Tsurenko [Q]                   | 6-0, 6-1                             |
| Individual masculino - Primera ronda                 | Alexander Zverev [3]                 | Daniel Altmaier                      | 7-6(7-3) , 6-1, 7-6(7-1)             |
| Partidos en la Margaret Court Arena                  |                                      |                                      |                                      |
| Modalidad                                            | Ganadores                            | Perdedores                           | Resultado                            |
| Individual femenino - Primera ronda                  | Elina Svitólina [15]                 | Fiona Ferro                          | 6-1, 7-6(7-4)                        |
| Individual masculino - Primera ronda                 | Matteo Berrettini [7]                | Brandon Nakashima                    | 4-6, 6-2, 7-6(7-5), 6-3              |
| Individual femenino - Primera ronda                  | Qiang Wang                           | Cori Gauff [18]                      | 6-4, 6-2                             |
| Individual masculino - Primera ronda                 | John Millman                         | Feliciano López                      | 6-1, 6-3, 4-6, 7-5                   |
| Individual femenino - Primera ronda                  | Paula Badosa [8]                     | Ajla Tomljanović                     | 6-4, 6-0                             |
| Partidos en la John Cain Arena                       |                                      |                                      |                                      |
| Modalidad                                            | Ganadores                            | Perdedores                           | Resultado                            |
| Individual masculino - Primera ronda                 | Denis Shapovalov [14]                | Laslo Djere                          | 7-6(7-3), 6-4, 3-6, 7-6(7-3)         |
| Individual masculino - Primera ronda                 | Hubert Hurkacz [10]                  | Egor Gerasimov                       | 6-2, 7-6(7-3), 6-7(5-7), 6-3         |
| Individual femenino - Primera ronda                  | Madison Keys                         | Sofia Kenin [11]                     | 7-6(7-2), 7-5                        |
| Individual masculino - Primera ronda                 | Aslán Karatsev [18]                  | Jaume Munar                          | 3-6, 7-6(7-1), 6-7(3-7), 6-4, 6-4    |
| Fondo de color indica un partido de la rama femenina |                                      |                                      |                                      |

### Día 2 (18 de enero)
- Cabezas de serie eliminados:
  - Individual masculino:  Nikoloz Basilashvili [21],  John Isner [22],  Ugo Humbert [29]
  - Individual femenino:  Angelique Kerber [16],  Petra Kvitová [20],  Leylah Fernandez [23]
- Orden de juego

| Partidos en los estadios principales                 | Partidos en los estadios principales | Partidos en los estadios principales | Partidos en los estadios principales |
| Partidos en la Rod Laver Arena                       | Partidos en la Rod Laver Arena       | Partidos en la Rod Laver Arena       | Partidos en la Rod Laver Arena       |
| Modalidad                                            | Ganadores                            | Perdedores                           | Resultado                            |
| ---------------------------------------------------- | ------------------------------------ | ------------------------------------ | ------------------------------------ |
| Individual femenino - Primera ronda                  | Garbiñe Muguruza [3]                 | Clara Burel                          | 6-3, 6-4                             |
| Individual femenino - Primera ronda                  | Iga Świątek [7]                      | Harriet Dart [Q]                     | 6-3, 6-0                             |
| Individual masculino - Primera ronda                 | Daniil Medvédev [2]                  | Henri Laaksonen                      | 6-1, 6-4, 7-6(7-3)                   |
| Individual femenino - Primera ronda                  | Aryna Sabalenka [2]                  | Storm Sanders [WC]                   | 5-7, 6-3, 6-2                        |
| Individual masculino - Primera ronda                 | Stefanos Tsitsipas [4]               | Mikael Ymer                          | 6-2, 6-4, 6-3                        |
| Partidos en la Margaret Court Arena                  |                                      |                                      |                                      |
| Modalidad                                            | Ganadores                            | Perdedores                           | Resultado                            |
| Individual femenino - Primera ronda                  | Rebecca Peterson                     | Daria Saville [WC]                   | 6-2, 6-3                             |
| Individual masculino - Primera ronda                 | Andrey Rublev [5]                    | Gianluca Mager                       | 6-3, 6-2, 6-2                        |
| Individual femenino - Primera ronda                  | Simona Halep [14]                    | Magdalena Fręch                      | 6-4, 6-3                             |
| Individual masculino - Primera ronda                 | Álex de Miñaur [32]                  | Lorenzo Musetti                      | 3-6, 6-3, 6-0, 6-3                   |
| Individual femenino - Primera ronda                  | Emma Raducanu [17]                   | Sloane Stephens                      | 6-0, 2-6, 6-1                        |
| Partidos en la John Cain Arena                       |                                      |                                      |                                      |
| Modalidad                                            | Ganadores                            | Perdedores                           | Resultado                            |
| Individual femenino - Primera ronda                  | Sorana Cîrstea                       | Petra Kvitová [20]                   | 6-2, 6-2                             |
| Individual femenino - Primera ronda                  | Anett Kontaveit [6]                  | Kateřina Siniaková                   | 6-2, 6-3                             |
| Individual masculino - Primera ronda                 | Andy Murray [WC]                     | Nikoloz Basilashvili [21]            | 6-1, 3-6, 6-4, 6-7(5-7), 6-4         |
| Individual masculino - Primera ronda                 | Nick Kyrgios                         | Liam Broady [Q]                      | 6-4, 6-4, 6-3                        |
| Fondo de color indica un partido de la rama femenina |                                      |                                      |                                      |

### Día 3 (19 de enero)
- Cabezas de serie eliminados:
  - Individual masculino:  Hubert Hurkacz [10]
  - Individual femenino:  Belinda Bencic [22],  Sara Sorribes [32]
  - Dobles masculino:  Marcelo Arévalo /  Jean-Julien Rojer [14]
  - Dobles femenino:  Nadiia Kichenok /  Sania Mirza [12],  Irina-Camelia Begu /  Nina Stojanović [15]
- Orden de juego

| Partidos en los estadios principales                 | Partidos en los estadios principales | Partidos en los estadios principales | Partidos en los estadios principales   |
| Partidos en la Rod Laver Arena                       | Partidos en la Rod Laver Arena       | Partidos en la Rod Laver Arena       | Partidos en la Rod Laver Arena         |
| Modalidad                                            | Ganadores                            | Perdedores                           | Resultado                              |
| ---------------------------------------------------- | ------------------------------------ | ------------------------------------ | -------------------------------------- |
| Individual femenino - Segunda ronda                  | Paula Badosa [8]                     | Martina Trevisan [Q]                 | 6-4, 6-0                               |
| Individual femenino - Segunda ronda                  | Ashleigh Barty [1]                   | Lucia Bronzetti [Q]                  | 6-1, 6-1                               |
| Individual masculino - Segunda ronda                 | Rafael Nadal [6]                     | Yannick Hanfmann [Q]                 | 6-2, 6-3, 6-4                          |
| Individual femenino - Segunda ronda                  | Naomi Osaka [13]                     | Madison Brengle                      | 6-0, 6-4                               |
| Individual masculino - Segunda ronda                 | Alexander Zverev [3]                 | John Millman                         | 6-4, 6-4, 6-0                          |
| Partidos en la Margaret Court Arena                  |                                      |                                      |                                        |
| Modalidad                                            | Ganadores                            | Perdedores                           | Resultado                              |
| Individual femenino - Segunda ronda                  | Elina Svitólina [15]                 | Harmony Tan                          | 6-3, 5-7, 5-1, ret.                    |
| Individual masculino - Segunda ronda                 | Denis Shapovalov [14]                | Soon-Woo Kwon                        | 7-6(8-6), 6-7(3-7), 6-7(6-8), 7-5, 6-2 |
| Individual femenino - Segunda ronda                  | Barbora Krejčíková [4]               | Xiyu Wang [WC]                       | 6-2, 6-3                               |
| Individual femenino - Segunda ronda                  | María Sákkari [7]                    | Qinwen Zheng [Q]                     | 6-1, 6-4                               |
| Individual masculino - Segunda ronda                 | Gaël Monfils [17]                    | Aleksandr Búblik                     | 6-1, 6-0, 6-4                          |
| Partidos en la John Cain Arena                       |                                      |                                      |                                        |
| Modalidad                                            | Ganadores                            | Perdedores                           | Resultado                              |
| Individual femenino - Segunda ronda                  | Camila Giorgi [30]                   | Tereza Martincová                    | 6-2, 7-6(7-2)                          |
| Individual femenino - Segunda ronda                  | Madison Keys                         | Jaqueline Cristian                   | 6-2, 7-5                               |
| Individual masculino - Segunda ronda                 | Matteo Berrettini [7]                | Stefan Kozlov [WC]                   | 6-1, 4-6, 6-4, 6-1                     |
| Individual masculino - Segunda ronda                 | Adrian Mannarino                     | Hubert Hurkacz [10]                  | 6-4, 6-2, 6-3                          |
| Fondo de color indica un partido de la rama femenina |                                      |                                      |                                        |

### Día 4 (20 de enero)
- Cabezas de serie eliminados:
  - Individual masculino:  Diego Schwartzman [13],  Grigor Dimitrov [26]
  - Individual femenino:  Garbiñe Muguruza [3],  Anett Kontaveit [6],  Elena Rybakina [12],  Emma Raducanu [17]
  - Dobles masculino:  Nicolas Mahut /  Fabrice Martin [7],  Sander Gillé /  Joran Vliegen [11],  Andrey Golubev /  Franko Škugor [16]
  - Dobles femenino:  Darija Jurak /  Andreja Klepač [7],  Cori Gauff /  Caty McNally [8]
- Orden de juego

| Partidos en los estadios principales                 | Partidos en los estadios principales | Partidos en los estadios principales | Partidos en los estadios principales |
| Partidos en la Rod Laver Arena                       | Partidos en la Rod Laver Arena       | Partidos en la Rod Laver Arena       | Partidos en la Rod Laver Arena       |
| Modalidad                                            | Ganadores                            | Perdedores                           | Resultado                            |
| ---------------------------------------------------- | ------------------------------------ | ------------------------------------ | ------------------------------------ |
| Individual femenino - Segunda ronda                  | Alizé Cornet                         | Garbiñe Muguruza [3]                 | 6-3, 6-3                             |
| Individual femenino - Segunda ronda                  | Aryna Sabalenka [2]                  | Xiyu Wang                            | 1-6, 6-4, 6-2                        |
| Individual masculino - Segunda ronda                 | Álex de Miñaur [32]                  | Kamil Majchrzak                      | 6-4, 6-4, 6-2                        |
| Individual masculino - Segunda ronda                 | Daniil Medvédev [2]                  | Nick Kyrgios                         | 7-6(7-1), 6-4, 4-6, 6-4              |
| Individual femenino - Segunda ronda                  | Simona Halep [14]                    | Beatriz Haddad Maia                  | 6-2, 6-0                             |
| Partidos en la Margaret Court Arena                  |                                      |                                      |                                      |
| Modalidad                                            | Ganadores                            | Perdedores                           | Resultado                            |
| Individual femenino - Segunda ronda                  | Clara Tauson                         | Anett Kontaveit [6]                  | 6-2, 6-4                             |
| Individual femenino - Segunda ronda                  | Maddison Inglis [WC]                 | Hailey Baptiste [Q]                  | 7-6(7-4), 2-6, 6-2                   |
| Individual masculino - Segunda ronda                 | Stefanos Tsitsipas [4]               | Sebastián Báez                       | 7-6(7-1), 6-7(5-7), 6-3, 6-4         |
| Individual femenino - Segunda ronda                  | Danka Kovinić                        | Emma Raducanu [17]                   | 6-4, 4-6, 6-3                        |
| Individual masculino - Segunda ronda                 | Jannik Sinner [11]                   | Steve Johnson                        | 6-2, 6-4, 6-3                        |
| Partidos en la John Cain Arena                       |                                      |                                      |                                      |
| Modalidad                                            | Ganadores                            | Perdedores                           | Resultado                            |
| Individual femenino - Segunda ronda                  | Iga Świątek [7]                      | Rebecca Peterson                     | 6-2, 6-2                             |
| Individual masculino - Segunda ronda                 | Taylor Fritz [20]                    | Frances Tiafoe                       | 6-4, 6-3, 7-6(7-5)                   |
| Individual femenino - Segunda ronda                  | Shuai Zhang                          | Elena Rybakina [12]                  | 6–-4, 1-0, retiro                    |
| Individual masculino - Segunda ronda                 | Taro Daniel [Q]                      | Andy Murray [WC]                     | 6-4, 6-4, 6-4                        |
| Fondo de color indica un partido de la rama femenina |                                      |                                      |                                      |

### Día 5 (21 de enero)
- Cabezas de serie eliminados:
  - Individual masculino:  Christian Garín [16],  Aslán Karatsev [18],  Reilly Opelka [23],  Lorenzo Sonego [25],  Karen Khachanov [28],  Carlos Alcaraz [31]
  - Individual femenino:  Naomi Osaka [13],  Elina Svitólina [15],  Jeļena Ostapenko [26],  Veronika Kudermétova [28],  Camila Giorgi [30]
  - Dobles masculino:  Nikola Mektić /  Mate Pavić [1]
  - Dobles femenino:  Samantha Stosur /  Shuai Zhang [4]
  - Dobles mixto:  Desirae Krawczyk /  Joe Salisbury [1],  Nicole Melichar /  Robert Farah [3]
- Orden de juego

| Partidos en los estadios principales                 | Partidos en los estadios principales | Partidos en los estadios principales        | Partidos en los estadios principales |
| Partidos en la Rod Laver Arena                       | Partidos en la Rod Laver Arena       | Partidos en la Rod Laver Arena              | Partidos en la Rod Laver Arena       |
| Modalidad                                            | Ganadores                            | Perdedores                                  | Resultado                            |
| ---------------------------------------------------- | ------------------------------------ | ------------------------------------------- | ------------------------------------ |
| Individual femenino - Tercera ronda                  | Victoria Azárenka [24]               | Elina Svitólina [15]                        | 6-2, 6-0                             |
| Individual femenino - Tercera ronda                  | Barbora Krejčíková [4]               | Jeļena Ostapenko [26]                       | 2-6, 6-4, 6-4                        |
| Individual masculino - Tercera ronda                 | Matteo Berrettini [7]                | Carlos Alcaraz [31]                         | 6-2, 7-6(7-3), 4-6, 2-6, 7-6(10-5)   |
| Individual femenino - Tercera ronda                  | Ashleigh Barty [1]                   | Camila Giorgi [30]                          | 6-2, 6-3                             |
| Individual masculino - Tercera ronda                 | Rafael Nadal [6]                     | Karen Khachanov [28]                        | 6-3, 6-2, 3-6, 6-1                   |
| Partidos en la Margaret Court Arena                  |                                      |                                             |                                      |
| Modalidad                                            | Ganadores                            | Perdedores                                  | Resultado                            |
| Individual femenino - Tercera ronda                  | Jessica Pegula [21]                  | Nuria Párrizas                              | 7-6(7-3), 6-2                        |
| Individual femenino - Tercera ronda                  | Paula Badosa [8]                     | Marta Kostyuk                               | 6-2, 5-7, 6-4                        |
| Individual masculino - Tercera ronda\|               | Denis Shapovalov [14]                | Reilly Opelka [23]                          | 7-6(7-4), 4-6, 6-3, 6-4              |
| Individual femenino - Tercera ronda                  | Amanda Anisimova                     | Naomi Osaka [13]                            | 4-6, 6-3, 7-6(10-5)                  |
| Individual masculino - Tercera ronda                 | Adrian Mannarino                     | Aslán Karatsev [18]                         | 7-6(7-4), 6-7(4-7), 7-5, 6-4         |
| Partidos en la John Cain Arena                       |                                      |                                             |                                      |
| Modalidad                                            | Ganadores                            | Perdedores                                  | Resultado                            |
| Dobles masculino - Segunda ronda                     | John Peers [5] Filip Polášek [5]     | Rinky Hijikata [WC] Tristan Schoolkate [WC] | 6-1, 3-6, 6-1                        |
| Individual femenino - Tercera ronda                  | María Sákkari [5]                    | Veronika Kudermétova [28]                   | 6-4, 6-1                             |
| Dobles femenino - Segunda ronda                      | Magda Linette Bernarda Pera          | Samantha Stosur [4] Shuai Zhang [4]         | 6-7(6-8), 6-1, 7-5                   |
| Individual masculino - Tercera ronda                 | Alexander Zverev [3]                 | Radu Albot [Q]                              | 6-3, 6-4, 6-4                        |
| Fondo de color indica un partido de la rama femenina |                                      |                                             |                                      |

### Día 6 (22 de enero)
- Cabezas de serie eliminados:
  - Individual masculino:  Andrey Rublev [5],  Roberto Bautista [15],  Daniel Evans [24]
  - Individual femenino:  Anastasia Pavlyuchenkova [10],  Daria Kasátkina [25],  Tamara Zidanšek [29],  Markéta Vondroušová [31]
  - Dobles masculino:  Juan Sebastián Cabal /  Robert Farah [4],  Ivan Dodig /  Marcelo Melo [9]
  - Dobles femenino:  Gabriela Dabrowski /  Giuliana Olmos [6],  Marie Bouzková /  Lucie Hradecká [10],  Lyudmyla Kichenok /  Jeļena Ostapenko [11],  Asia Muhammad /  Jessica Pegula [13]
  - Dobles mixto:  Nina Stojanović /  Mate Pavić [7]
- Orden de juego

| Partidos en los estadios principales                 | Partidos en los estadios principales          | Partidos en los estadios principales | Partidos en los estadios principales |
| Partidos en la Rod Laver Arena                       | Partidos en la Rod Laver Arena                | Partidos en la Rod Laver Arena       | Partidos en la Rod Laver Arena       |
| Modalidad                                            | Ganadores                                     | Perdedores                           | Resultado                            |
| ---------------------------------------------------- | --------------------------------------------- | ------------------------------------ | ------------------------------------ |
| Individual femenino - Tercera ronda                  | Danielle Collins [27]                         | Clara Tauson                         | 4-6, 6-4, 7-5                        |
| Individual femenino - Tercera ronda                  | Kaia Kanepi                                   | Maddison Inglis [WC]                 | 2-6, 6.-2, 6-0                       |
| Individual masculino - Tercera ronda                 | Stefanos Tsitsipas [4]                        | Benoît Paire                         | 6-3, 7-5, 6-7(2-7), 6-4              |
| Individual masculino - Tercera ronda                 | Álex de Miñaur [32]                           | Pablo Andújar                        | 6-4, 6-4, 6-2                        |
| Individual femenino - Tercera ronda                  | Sorana Cîrstea                                | Anastasia Pavlyuchenkova [10]        | 6-3, 2-6, 6-2                        |
| Partidos en la Margaret Court Arena                  |                                               |                                      |                                      |
| Modalidad                                            | Ganadores                                     | Perdedores                           | Resultado                            |
| Individual femenino - Tercera ronda                  | Alizé Cornet                                  | Tamara Zidanšek [29]                 | 4-6, 6-4, 6-2                        |
| Individual femenino - Tercera ronda                  | Aryna Sabalenka [2]                           | Markéta Vondroušová [31]             | 4-6, 6-3, 6-1                        |
| Individual masculino - Tercera ronda                 | Daniil Medvédev [2]                           | Botic van de Zandschulp              | 6-4, 6-4, 6-2                        |
| Individual femenino - Tercera ronda                  | Iga Świątek [7]                               | Daria Kasátkina [25]                 | 6-2, 6-3                             |
| Individual masculino - Tercera ronda                 | Marin Čilić [27]                              | Andrey Rublev [5]                    | 7-5, 7-6(7-3), 3-6, 6-3              |
| Partidos en la John Cain Arena                       |                                               |                                      |                                      |
| Modalidad                                            | Ganadores                                     | Perdedores                           | Resultado                            |
| Leyendas - Dobles femenino                           | Cara Black Barbara Schett                     | Nicole Bradtke Rennae Stubbs         | 6-4, 6-3                             |
| Individual femenino - Tercera ronda                  | Simona Halep [14]                             | Danka Kovinić                        | 6-2, 6-1                             |
| Dobles femenino - Segunda ronda                      | Barbora Krejčíková [1] Kateřina Siniaková [1] | Monique Adamczak Xinyun Han          | 6-3, 6-3                             |
| Individual masculino - Tercera ronda                 | Félix Auger-Aliassime [9]                     | Daniel Evans [24]                    | 6-4, 6-1, 6-1                        |
| Fondo de color indica un partido de la rama femenina |                                               |                                      |                                      |

### Día 7 (23 de enero)
- Cabezas de serie eliminados:
  - Individual masculino:  Alexander Zverev [3],  Pablo Carreño [19]
  - Individual femenino:  Paula Badosa [8],  Victoria Azárenka [24]
  - Dobles masculino:  Jamie Murray /  Bruno Soares [8],  Kevin Krawietz /  Andreas Mies [12],  Ariel Behar /  Gonzalo Escobar [15]
  - Dobles femenino:  Yifan Xu /  Zhaoxuan Yang [14]
- Orden de juego

| Partidos en los estadios principales                 | Partidos en los estadios principales       | Partidos en los estadios principales         | Partidos en los estadios principales |
| Partidos en la Rod Laver Arena                       | Partidos en la Rod Laver Arena             | Partidos en la Rod Laver Arena               | Partidos en la Rod Laver Arena       |
| Modalidad                                            | Ganadores                                  | Perdedores                                   | Resultado                            |
| ---------------------------------------------------- | ------------------------------------------ | -------------------------------------------- | ------------------------------------ |
| Individual femenino - Cuarta ronda                   | Madison Keys                               | Paula Badosa [8]                             | 6-3, 6-1                             |
| Individual femenino - Cuarta ronda                   | Barbora Krejčíková [4]                     | Victoria Azárenka [24]                       | 6-2, 6-2                             |
| Individual masculino - Cuarta ronda                  | Rafael Nadal [6]                           | Adrian Mannarino                             | 7-6(16-14), 6-2, 6-2                 |
| Individual femenino - Cuarta ronda                   | Ashleigh Barty [1]                         | Amanda Anisimova                             | 6-4, 6-3                             |
| Individual masculino - Cuarta ronda                  | Matteo Berrettini [7]                      | Pablo Carreño [19]                           | 7-5, 7-6(7-4), 6-4                   |
| Partidos en la Margaret Court Arena                  |                                            |                                              |                                      |
| Modalidad                                            | Ganadores                                  | Perdedores                                   | Resultado                            |
| Dobles femenino - Tercera ronda                      | Veronika Kudermétova [3] Elise Mertens [3] | Yifan Xu [14] Zhaoxuan Yang [14]             | 7-6(7-5), 6-4                        |
| Individual femenino - Cuarta ronda                   | Jessica Pegula [21]                        | Maria Sakkari [5]                            | 7-6(7-0), 6-3                        |
| Individual masculino - Cuarta ronda                  | Denis Shapovalov [14]                      | Alexander Zverev [3]                         | 6-3, 7-6(7-5), 6-3                   |
| Partidos en la John Cain Arena                       |                                            |                                              |                                      |
| Modalidad                                            | Ganadores                                  | Perdedores                                   | Resultado                            |
| Leyendas - Dobles masculino                          | Mark Philippoussis Pat Rafter              | Wayne Ferreira Sam Groth                     | 6-3, 6-4                             |
| Dobles masculino - Tercera ronda                     | John Peers [5] Filip Polášek [5]           | Kevin Krawietz [12] Andreas Mies [12]        | 6-1, 6-2                             |
| Dobles masculino - Tercera ronda                     | Tim Puetz [6] Michael Venus [6]            | Jason Kubler [WC] Christopher O'Connell [WC] | walkover                             |
| Dobles masculino - Tercera ronda                     | Marcel Granollers [3] Horacio Zeballos [3] | Pablo Andújar Pedro Martínez                 | 7-5, 7-5                             |
| Individual masculino - Cuarta ronda                  | Gaël Monfils [17]                          | Miomir Kecmanović                            | 7-5, 7-6(7-4), 6-3                   |
| Fondo de color indica un partido de la rama femenina |                                            |                                              |                                      |

### Día 8 (24 de enero)
- Cabezas de serie eliminados:
  - Individual masculino:  Taylor Fritz [20],  Marin Čilić [27],  Álex de Miñaur [32]
  - Individual femenino:  Aryna Sabalenka [2],  Simona Halep [14],  Elise Mertens [19]
  - Dobles masculino:  Raven Klaasen /  Ben McLachlan [13]
  - Dobles femenino:  Alexa Guarachi /  Nicole Melichar [5],  Viktória Kužmová /  Vera Zvonareva [16]
  - Dobles mixto:  Alexa Guarachi /  Tim Puetz [4]
- Orden de juego

| Partidos en los estadios principales                 | Partidos en los estadios principales    | Partidos en los estadios principales | Partidos en los estadios principales |
| Partidos en la Rod Laver Arena                       | Partidos en la Rod Laver Arena          | Partidos en la Rod Laver Arena       | Partidos en la Rod Laver Arena       |
| Modalidad                                            | Ganadores                               | Perdedores                           | Resultado                            |
| ---------------------------------------------------- | --------------------------------------- | ------------------------------------ | ------------------------------------ |
| Individual femenino - Cuarta ronda                   | Danielle Collins [27]                   | Elise Mertens [19]                   | 4-6, 6-4, 6-4                        |
| Individual femenino - Cuarta ronda                   | Alizé Cornet                            | Simona Halep [14]                    | 6-4, 3-6, 6-4                        |
| Individual masculino - Cuarta ronda                  | Jannik Sinner [11]                      | Álex de Miñaur [32]                  | 7-6(7-4), 6-3, 6-4                   |
| Individual masculino - Cuarta ronda                  | Stefanos Tsitsipas [4]                  | Taylor Fritz [20]                    | 4-6, 6-4, 4-6, 6-3, 6-4              |
| Individual femenino - Cuarta ronda                   | Kaia Kanepi                             | Aryna Sabalenka [2]                  | 5-7, 6-2, 7-6(10-7)                  |
| Partidos en la Margaret Court Arena                  |                                         |                                      |                                      |
| Modalidad                                            | Ganadores                               | Perdedores                           | Resultado                            |
| Dobles femenino - Tercera ronda                      | Caroline Dolehide [9] Storm Sanders [9] | Marta Kostyuk Dayana Yastremska      | 6-4, 6-4                             |
| Dobles mixto - Segunda ronda                         | Lucie Hradecká Gonzalo Escobar          | Giuliana Olmos Marcelo Arévalo       | 6-4, 6-4                             |
| Individual masculino - Cuarta ronda                  | Daniil Medvédev [2]                     | Maxime Cressy                        | 6-2, 7-6(7-4), 6-7(4-7), 7-5         |
| Individual femenino - Cuarta ronda                   | Iga Świątek [7]                         | Sorana Cîrstea                       | 5-7, 6-3, 6-3                        |
| Partidos en la John Cain Arena                       |                                         |                                      |                                      |
| Modalidad                                            | Ganadores                               | Perdedores                           | Resultado                            |
| Dobles masculino - Tercera ronda                     | Wesley Koolhof [10] Neal Skupski [10]   | Marcos Giron Soon-Woo Kwon           | 6-3, 6-4                             |
| Dobles masculino - Tercera ronda                     | Rajeev Ram [2] Joe Salisbury [2]        | Dane Sweeny [WC] Li Tu [WC]          | 6-4, 6-4                             |
| Individual masculino - Cuarta ronda                  | Félix Auger-Aliassime [9]               | Marin Čilić [27]                     | 2-6, 7-6(9-7), 6-2, 7-6(7-4)         |
| Fondo de color indica un partido de la rama femenina |                                         |                                      |                                      |

### Día 9 (25 de enero)
- Cabezas de serie eliminados:
  - Individual masculino:  Denis Shapovalov [14],  Gaël Monfils [17]
  - Individual femenino:  Barbora Krejčíková [4],  Jessica Pegula [21]
  - Dobles masculino:  John Peers /  Filip Polášek [5],  Tim Puetz /  Michael Venus [6]
  - Dobles mixto:  Ena Shibahara /  Ben McLachlan [8]
- Orden de juego

| Partidos en los estadios principales                 | Partidos en los estadios principales       | Partidos en los estadios principales             | Partidos en los estadios principales |
| Partidos en la Rod Laver Arena                       | Partidos en la Rod Laver Arena             | Partidos en la Rod Laver Arena                   | Partidos en la Rod Laver Arena       |
| Modalidad                                            | Ganadores                                  | Perdedores                                       | Resultado                            |
| ---------------------------------------------------- | ------------------------------------------ | ------------------------------------------------ | ------------------------------------ |
| Leyendas - Dobles masculino                          | Sam Groth Patrick Rafter                   | Wayne Ferreira Mark Philippoussis                | 6-4, 2-6, [10-7]                     |
| Individual femenino - Cuartos de final               | Madison Keys                               | Barbora Krejčíková [4]                           | 6-3, 6-2                             |
| Individual masculino - Cuartos de final              | Rafael Nadal [6]                           | Denis Shapovalov [14]                            | 6-3, 6-4, 4-6, 3-6, 6-3              |
| Individual femenino - Cuartos de final               | Ashleigh Barty [1]                         | Jessica Pegula [21]                              | 6-2, 6-0                             |
| Individual masculino - Cuartos de final              | Matteo Berrettini [7]                      | Gaël Monfils [17]                                | 6-4, 6-4, 3-6, 3-6, 6-2              |
| Partidos en la Margaret Court Arena                  |                                            |                                                  |                                      |
| Modalidad                                            | Ganadores                                  | Perdedores                                       | Resultado                            |
| Dobles femenino - Cuartos de final                   | Shuko Aoyama [2] Ena Shibahara [2]         | Petra Martić Shelby Rogers                       | 6-1, 6-4                             |
| Dobles masculino - Cuartos de final                  | Marcel Granollers [3] Horacio Zeballos [3] | John Peers [5] Filip Polášek [5]                 | 7-6(7-5), 7-5                        |
| Dobles mixto - Cuartos de final                      | Jaimee Fourlis [WC] Jason Kubler [WC]      | Sania Mirza Rajeev Ram                           | 6-4, 7-6(7-5)                        |
| Dobles mixto - Cuartos de final                      | Lucie Hradecká Gonzalo Escobar             | Makoto Ninomiya [Alt] Aisam-ul-Haq Qureshi [Alt] | 7-5, 7-5                             |
| Partidos en la John Cain Arena                       |                                            |                                                  |                                      |
| Modalidad                                            | Ganadores                                  | Perdedores                                       | Resultado                            |
| Tenis adaptado - Quad individual - Semifinal         | Dylan Alcott [1]                           | Andrew Lapthorne                                 | 6-3, 6-0                             |
| Dobles femenino - Cuartos de final                   | Anna Danilina Beatriz Haddad Maia          | Rebecca Peterson Anastasia Potapova              | 4-6, 7-5, 6-3                        |
| Dobles masculino - Cuartos de final                  | Thanasi Kokkinakis [WC] Nick Kyrgios [WC]  | Tim Puetz [6] Michael Venus [6]                  | 7-5, 3-6, 6-3                        |
| Dobles mixto - Cuartos de final                      | Shuai Zhang [2] John Peers [2]             | Ena Shibahara [8] Ben McLachlan [8]              | 6-4, 6-4                             |
| Dobles mixto - Cuartos de final                      | Kristina Mladenovic [5] Ivan Dodig [5]     | Erin Routliffe Michael Venus                     | 6-4, 6-2                             |
| Fondo de color indica un partido de la rama femenina |                                            |                                                  |                                      |

### Día 10 (26 de enero)
- Cabezas de serie eliminados:
  - Individual masculino:  Félix Auger-Aliassime [9],  Jannik Sinner [11]
  - Dobles masculino:  Wesley Koolhof /  Neal Skupski [10]
  - Dobles femenino:  Caroline Dolehide /  Storm Sanders [9]
  - Dobles mixto:  Shuai Zhang /  John Peers [2]
- Orden de juego

| Partidos en los estadios principales                 | Partidos en los estadios principales          | Partidos en los estadios principales    | Partidos en los estadios principales |
| Partidos en la Rod Laver Arena                       | Partidos en la Rod Laver Arena                | Partidos en la Rod Laver Arena          | Partidos en la Rod Laver Arena       |
| Modalidad                                            | Ganadores                                     | Perdedores                              | Resultado                            |
| ---------------------------------------------------- | --------------------------------------------- | --------------------------------------- | ------------------------------------ |
| Individual femenino - Cuartos de final               | Danielle Collins [27]                         | Alizé Cornet                            | 7-5, 6-1                             |
| Individual femenino - Cuartos de final               | Iga Świątek [7]                               | Kaia Kanepi                             | 4-6, 7-6(7-2), 6-3                   |
| Individual masculino - Cuartos de final              | Stefanos Tsitsipas [4]                        | Jannik Sinner [11]                      | 6-3, 6-4, 6-2                        |
| Individual masculino - Cuartos de final              | Daniil Medvédev [2]                           | Félix Auger-Aliassime [9]               | 6-7(4-7), 3-6, 7-6(7-2), 7-5, 6-4    |
| Dobles mixto - Semifinales                           | Jaimee Fourlis [WC] Jason Kubler [WC]         | Lucie Hradecká Gonzalo Escobar          | 2-6, 7-6(7-2), [10-6]                |
| Partidos en la Margaret Court Arena                  |                                               |                                         |                                      |
| Modalidad                                            | Ganadores                                     | Perdedores                              | Resultado                            |
| Dobles femenino - Cuartos de final                   | Veronika Kudermétova [3] Elise Mertens [3]    | Kirsten Flipkens Sara Sorribes          | 6-3, 6-4                             |
| Dobles masculino - Cuartos de final                  | Rajeev Ram [2] Joe Salisbury [2]              | Simone Bolelli Fabio Fognini            | 6-3, 6-2                             |
| Dobles mixto - Semifinales                           | Kristina Mladenovic [5] Ivan Dodig [5]        | Shuai Zhang [2] John Peers [2]          | 1-6, 7-5, [10-2]                     |
| Partidos en la John Cain Arena                       |                                               |                                         |                                      |
| Modalidad                                            | Ganadores                                     | Perdedores                              | Resultado                            |
| Leyendas - Dobles mixto                              | Wayne Ferreira Barbara Schett                 | Nicole Bradtke Sam Groth                | 6-3, 6-2                             |
| Dobles masculino - Cuartos de final                  | Matthew Ebden Max Purcell                     | Wesley Koolhof [10] Neal Skupski [10]   | 3-6, 6-4, 7-6(10-6)                  |
| Dobles femenino - Cuartos de final                   | Barbora Krejčíková [1] Kateřina Siniaková [1] | Caroline Dolehide [9] Storm Sanders [9] | 6-2, 7-6(7-3)                        |
| Fondo de color indica un partido de la rama femenina |                                               |                                         |                                      |

### Día 11 (27 de enero)
- Cabezas de serie eliminados:
  - Individual femenino:  Iga Świątek [7]
  - Dobles masculino:  Rajeev Ram /  Joe Salisbury [2],  Marcel Granollers /  Horacio Zeballos [3]
  - Dobles femenino:  Shuko Aoyama /  Ena Shibahara [2],  Veronika Kudermétova /  Elise Mertens [3]
- Orden de juego

| Partidos en los estadios principales                 | Partidos en los estadios principales          | Partidos en los estadios principales       | Partidos en los estadios principales |
| Partidos en la Rod Laver Arena                       | Partidos en la Rod Laver Arena                | Partidos en la Rod Laver Arena             | Partidos en la Rod Laver Arena       |
| Modalidad                                            | Ganadores                                     | Perdedores                                 | Resultado                            |
| ---------------------------------------------------- | --------------------------------------------- | ------------------------------------------ | ------------------------------------ |
| Dobles femenino - Semifinales                        | Anna Danilina Beatriz Haddad Maia             | Shuko Aoyama [2] Ena Shibahara [2]         | 6-4, 5-7, 6-4                        |
| Dobles masculino - Semifinales                       | Thanasi Kokkinakis [WC] Nick Kyrgios [WC]     | Marcel Granollers [3] Horacio Zeballos [3] | 7-6(7-4), 6-4                        |
| Tenis adaptado - Quad individual - Final             | Sam Schröder [2]                              | Dylan Alcott [1]                           | 7-5, 6-0                             |
| Individual femenino - Semifinales                    | Ashleigh Barty [1]                            | Madison Keys                               | 6-1, 6-3                             |
| Individual femenino - Semifinales                    | Danielle Collins [27]                         | Iga Świątek [7]                            | 6-4, 6-1                             |
| Partidos en la Margaret Court Arena                  |                                               |                                            |                                      |
| Modalidad                                            | Ganadores                                     | Perdedores                                 | Resultado                            |
| Leyendas - Dobles mixto                              | Cara Black Patrick Rafter                     | Mark Philippoussis Rennae Stubbs           | 7-6(7-5), 3-6, [10-8]                |
| Dobles femenino - Semifinales                        | Barbora Krejčíková [1] Kateřina Siniaková [1] | Veronika Kudermétova [3] Elise Mertens [3] | 6-2, 6-3                             |
| Dobles masculino - Semifinales                       | Matthew Ebden Max Purcell                     | Rajeev Ram [2] Joe Salisbury [2]           | 6-3, 7-6(11-9)                       |
| Fondo de color indica un partido de la rama femenina |                                               |                                            |                                      |

### Día 12 (28 de enero)
- Cabezas de serie eliminados:
  - Individual masculino:  Stefanos Tsitsipas [4],  Matteo Berrettini [7]
- Orden de juego

| Partidos en los estadios principales                 | Partidos en los estadios principales   | Partidos en los estadios principales  | Partidos en los estadios principales |
| Partidos en la Rod Laver Arena                       | Partidos en la Rod Laver Arena         | Partidos en la Rod Laver Arena        | Partidos en la Rod Laver Arena       |
| Modalidad                                            | Ganadores                              | Perdedores                            | Resultado                            |
| ---------------------------------------------------- | -------------------------------------- | ------------------------------------- | ------------------------------------ |
| Dobles mixto - Final                                 | Kristina Mladenovic [5] Ivan Dodig [5] | Jaimee Fourlis [WC] Jason Kubler [WC] | 6-3, 6-4                             |
| Individual masculino - Semifinales                   | Rafael Nadal [6]                       | Matteo Berrettini [7]                 | 6-3, 6-2, 3-6, 6-3                   |
| Individual masculino - Semifinales                   | Daniil Medvédev [2]                    | Stefanos Tsitsipas [4]                | 7-6(7-5), 4-6, 6-4, 6-1              |
| Fondo de color indica un partido de la rama femenina |                                        |                                       |                                      |

### Día 13 (29 de enero)
- Cabezas de serie eliminados: 
  - Individual femenino:  Danielle Collins [27]
- Orden de juego

| Partidos en los estadios principales                 | Partidos en los estadios principales      | Partidos en los estadios principales | Partidos en los estadios principales |
| Partidos en la Rod Laver Arena                       | Partidos en la Rod Laver Arena            | Partidos en la Rod Laver Arena       | Partidos en la Rod Laver Arena       |
| Modalidad                                            | Ganadores                                 | Perdedores                           | Resultado                            |
| ---------------------------------------------------- | ----------------------------------------- | ------------------------------------ | ------------------------------------ |
| Individual femenino - Final                          | Ashleigh Barty [1]                        | Danielle Collins [27]                | 6-3, 7-6(7-2)                        |
| Dobles masculino - Final                             | Thanasi Kokkinakis [WC] Nick Kyrgios [WC] | Matthew Ebden Max Purcell            | 7-5, 6-4                             |
| Fondo de color indica un partido de la rama femenina |                                           |                                      |                                      |

### Día 14 (30 de enero)
- Cabezas de serie eliminados: 
  - Individual masculino:  Daniil Medvédev [2]
- Orden de juego

| Partidos en los estadios principales                 | Partidos en los estadios principales          | Partidos en los estadios principales | Partidos en los estadios principales |
| Partidos en la Rod Laver Arena                       | Partidos en la Rod Laver Arena                | Partidos en la Rod Laver Arena       | Partidos en la Rod Laver Arena       |
| Modalidad                                            | Ganadores                                     | Perdedores                           | Resultado                            |
| ---------------------------------------------------- | --------------------------------------------- | ------------------------------------ | ------------------------------------ |
| Dobles femenino - Final                              | Barbora Krejčíková [1] Kateřina Siniaková [1] | Anna Danilina Beatriz Haddad Maia    | 6-7(3-7), 6-4, 6-4                   |
| Individual masculino - Final                         | Rafael Nadal [6]                              | Daniil Medvédev [2]                  | 2-6, 6-7(5-7), 6-4, 6-4, 7-5         |
| Fondo de color indica un partido de la rama femenina |                                               |                                      |                                      |

## Cabezas de serie
Los siguientes son los jugadores cabezas de serie. Los cabezas de serie reales se basarán en las clasificaciones de la ATP y WTA a partir del 3 de enero de 2022. La clasificación y los puntos corresponden al 10 de enero de 2022. 

### Individual masculino
| N° | Clasif | Jugador               | Puntos | Puntos por defender | Puntos ganados | Nuevos puntos | Ronda hasta la que avanzó en el torneo                  |
| -- | ------ | --------------------- | ------ | ------------------- | -------------- | ------------- | ------------------------------------------------------- |
| 1  | 1      | Novak Djokovic        | 11 015 | 2000                | 0              | 9015          | Baja antes de la primera ronda.                         |
| 2  | 2      | Daniil Medvédev       | 8935   | 1200                | 1200           | 8935          | Final, perdió ante Rafael Nadal [6]                     |
| 3  | 3      | Alexander Zverev      | 7970   | 720                 | 180            | 7430          | Cuarta ronda, perdió ante Denis Shapovalov [14]         |
| 4  | 4      | Stefanos Tsitsipas    | 6540   | 720                 | 720            | 6540          | Semifinales, perdió ante Daniil Medvédev [2]            |
| 5  | 6      | Andrey Rublev         | 4785   | 360                 | 90             | 4515          | Tercera ronda, perdió ante Marin Čilić [27]             |
| 6  | 5      | Rafael Nadal          | 4875   | 360                 | 2000           | 6515          | Campeón, venció a Daniil Medvédev [2]                   |
| 7  | 7      | Matteo Berrettini     | 4568   | 180                 | 720            | 5108          | Semifinales, perdió ante Rafael Nadal [6]               |
| 8  | 8      | Casper Ruud           | 4155   | 10                  | 0              | 4145          | Baja antes de la primera ronda.                         |
| 9  | 9      | Félix Auger-Aliassime | 3608   | 180                 | 360            | 3788          | Cuartos de final, perdió ante Daniil Medvédev [2]       |
| 10 | 11     | Hubert Hurkacz        | 3336   | 45                  | 45             | 3336          | Segunda ronda, perdió ante Adrian Mannarino             |
| 11 | 10     | Jannik Sinner         | 3390   | 45                  | 360            | 3705          | Cuartos de final, perdió ante Stefanos Tsitsipas [4]    |
| 12 | 12     | Cameron Norrie        | 2900   | 90                  | 10             | 2820          | Primera ronda, perdió ante Sebastian Korda              |
| 13 | 13     | Diego Schwartzman     | 2730   | 180                 | 45             | 2640          | Segunda ronda, perdió ante Christopher O'Connell [WC]   |
| 14 | 14     | Denis Shapovalov      | 2593   | 90                  | 360            | 2863          | Cuartos de final, perdió ante Rafael Nadal [6]          |
| 15 | 18     | Roberto Bautista      | 2385   | 90                  | 90             | 2385          | Tercera ronda, perdió ante Taylor Fritz [20]            |
| 16 | 19     | Christian Garín       | 2375   | 45                  | 90             | 2420          | Tercera ronda, perdió ante Gaël Monfils [17]            |
| 17 | 20     | Gaël Monfils          | 2373   | 180                 | 360            | 2553          | Cuartos de final, perdió ante vs. Matteo Berrettini [7] |
| 18 | 15     | Aslán Karatsev        | 2553   | 745                 | 90             | 1898          | Tercera ronda, perdió ante Adrian Mannarino             |
| 19 | 21     | Pablo Carreño         | 2305   | 90                  | 180            | 2395          | Cuarta ronda, perdió ante Matteo Berrettini [7]         |
| 20 | 22     | Taylor Fritz          | 2175   | 90                  | 180            | 2265          | Cuarta ronda, perdió ante Stefanos Tsitsipas [4]        |
| 21 | 23     | Nikoloz Basilashvili  | 2051   | 45                  | 10             | 2016          | Primera ronda, perdió ante Andy Murray [WC]             |
| 22 | 25     | John Isner            | 1881   | 90                  | 10             | 1801          | Primera ronda, perdió ante Maxime Cressy                |
| 23 | 29     | Reilly Opelka         | 1776   | 45                  | 90             | 1821          | Tercera ronda, perdió ante Denis Shapovalov [14]        |
| 24 | 24     | Daniel Evans          | 1956   | 45                  | 90             | 2001          | Tercera ronda, perdió ante Félix Auger-Aliassime [9]    |
| 25 | 26     | Lorenzo Sonego        | 1860   | 45                  | 90             | 1905          | Tercera ronda, perdió ante Miomir Kecmanović            |
| 26 | 28     | Grigor Dimitrov       | 1821   | 360                 | 45             | 1821          | Segunda ronda, perdió ante Benoît Paire                 |
| 27 | 27     | Marin Čilić           | 1840   | 180                 | 180            | 1840          | Cuarta ronda, perdió ante Félix Auger-Aliassime [9]     |
| 28 | 30     | Karen Khachanov       | 1748   | 180                 | 90             | 1658          | Tercera ronda, perdió ante Rafael Nadal [6]             |
| 29 | 40     | Ugo Humbert           | 1318   | 45                  | 10             | 1283          | Primera ronda, perdió ante Richard Gasquet              |
| 30 | 33     | Lloyd Harris          | 1473   | 90                  | 10             | 1393          | Primera ronda, perdió ante Aleksandar Vukic [WC]        |
| 31 | 31     | Carlos Alcaraz        | 1612   | 70                  | 90             | 1632          | Tercera ronda, perdió ante Matteo Berrettini [7]        |
| 32 | 42     | Álex de Miñaur        | 1316   | 90                  | 180            | 1406          | Cuarta ronda, perdió ante Jannik Sinner [11]            |

#### Bajas masculinas notables
| Clasif | Jugador        | Puntos | Puntos por defender | Puntos ganados | Nuevos puntos | Motivo                |
| ------ | -------------- | ------ | ------------------- | -------------- | ------------- | --------------------- |
| 1      | Novak Djokovic | 11 015 | 2000                | 0              | 9015          | Deportado.            |
| 8      | Casper Ruud    | 4155   | 10                  | 0              | 4145          | Lesión en el tobillo. |
| 16     | Dominic Thiem  | 2410   | 1200                | 0              | 1210          | Lesión en la muñeca.  |
| 17     | Roger Federer  | 2385   | 720                 | 0              | 1665          | Lesión en la rodilla. |

### Individual femenino
| N° | Clasif | Jugador                  | Puntos | Puntos por defender | Puntos ganados | Nuevos puntos | Ronda hasta la que avanzó en el torneo            |
| -- | ------ | ------------------------ | ------ | ------------------- | -------------- | ------------- | ------------------------------------------------- |
| 1  | 1      | Ashleigh Barty           | 7111   | 780                 | 2000           | 8331          | Campeona, venció a Danielle Collins [27]          |
| 2  | 2      | Aryna Sabalenka          | 5698   | 240                 | 240            | 5698          | Cuarta ronda, perdió ante Kaia Kanepi             |
| 3  | 3      | Garbiñe Muguruza         | 5425   | 1300                | 70             | 4195          | Segunda ronda, perdió ante Alizé Cornet           |
| 4  | 4      | Barbora Krejčíková       | 5213   | 110                 | 430            | 5533          | Cuartos de final, perdió ante Madison Keys        |
| 5  | 6      | María Sákkari            | 4071   | 240                 | 240            | 4071          | Cuarta ronda, perdió ante Jessica Pegula [21]     |
| 6  | 7      | Anett Kontaveit          | 4231   | 130                 | 70             | 3871          | Segunda ronda, perdió ante Clara Tauson           |
| 7  | 8      | Iga Świątek              | 3916   | 240                 | 780            | 4456          | Semifinales, perdió ante Danielle Collins [27]    |
| 8  | 9      | Paula Badosa             | 4264   | 99                  | 240            | 4405          | Cuarta ronda, perdió ante Madison Keys            |
| 9  | 10     | Ons Jabeur               | 3500   | 430                 | 0              | 3070          | Baja por una lesión en la espalda baja            |
| 10 | 11     | Anastasia Pavlyuchenkova | 2968   | 430                 | 130            | 2668          | Tercera ronda, perdió ante Sorana Cîrstea         |
| 11 | 12     | Sofia Kenin              | 2762   | 70                  | 10             | 2702          | Primera ronda, perdió ante Madison Keys           |
| 12 | 13     | Elena Rybakina           | 2765   | 130                 | 70             | 2705          | Segunda ronda, se retiró ante Shuai Zhang         |
| 13 | 14     | Naomi Osaka              | 2881   | 2000                | 130            | 1011          | Tercera ronda, perdió ante Amanda Anisimova       |
| 14 | 15     | Simona Halep             | 2657   | 780                 | 240            | 2117          | Cuarta ronda, perdió ante Alizé Cornet            |
| 15 | 16     | Elina Svitólina          | 2641   | 240                 | 130            | 2531          | Tercera ronda, perdió ante Victoria Azárenka [24] |
| 16 | 17     | Angelique Kerber         | 2517   | 240                 | 10             | 2287          | Primera ronda, perdió ante Kaia Kanepi            |
| 17 | 18     | Emma Raducanu            | 2595   | 1                   | 70             | 2664          | Segunda ronda, perdió ante Danka Kovinić          |
| 18 | 19     | Cori Gauff               | 2655   | 240                 | 10             | 2425          | Primera ronda, perdió ante Qiang Wang             |
| 19 | 20     | Elise Mertens            | 2091   | 240                 | 240            | 2091          | Cuarta ronda, perdió ante Danielle Collins [27]   |
| 20 | 21     | Petra Kvitová            | 2530   | 430                 | 10             | 2110          | Primera ronda, perdió ante Sorana Cîrstea         |
| 21 | 22     | Jessica Pegula           | 2474   | 430                 | 430            | 2474          | Cuartos de final, perdió ante Ashleigh Barty [1]  |
| 22 | 23     | Belinda Bencic           | 2415   | 130                 | 70             | 2355          | Segunda ronda, perdió ante Amanda Anisimova       |
| 23 | 24     | Leylah Fernandez         | 2279   | 40                  | 10             | 2249          | Primera ronda, perdió ante Maddison Inglis [WC]   |
| 24 | 25     | Victoria Azárenka        | 2166   | 10                  | 240            | 2396          | Cuarta ronda, perdió ante Barbora Krejčíková [4]  |
| 25 | 26     | Daria Kasátkina          | 2360   | 70                  | 130            | 2420          | Tercera ronda, perdió ante Iga Świątek [7]        |
| 26 | 28     | Jeļena Ostapenko         | 2035   | 70                  | 130            | 2095          | Tercera ronda, perdió ante Barbora Krejčíková [4] |
| 27 | 29     | Danielle Collins         | 1911   | 70                  | 1300           | 3141          | Final, perdió ante Ashleigh Barty [1]             |
| 28 | 30     | Veronika Kudermétova     | 1695   | 130                 | 130            | 1695          | Tercera ronda, perdió ante María Sákkari [5]      |
| 29 | 31     | Tamara Zidanšek          | 1931   | 70                  | 130            | 1991          | Tercera ronda, perdió ante Alizé Cornet           |
| 30 | 33     | Camila Giorgi            | 1692   | 130                 | 130            | 1692          | Tercera ronda, perdió ante Ashleigh Barty [1]     |
| 31 | 34     | Markéta Vondroušová      | 1447   | 240                 | 130            | 1337          | Tercera ronda, perdió ante Aryna Sabalenka [2]    |
| 32 | 35     | Sara Sorribes            | 1588   | 70                  | 70             | 1588          | Segunda ronda, perdió ante Marta Kostyuk          |

#### Bajas femeninas notables
| Clasif | Jugador           | Puntos | Puntos por defender | Puntos ganados | Nuevos puntos | Motivo             |
| ------ | ----------------- | ------ | ------------------- | -------------- | ------------- | ------------------ |
| 5      | Karolína Plíšková | 4582   | 130                 | 0              | 4452          | Lesión en la mano. |
| 28     | Jennifer Brady    | 1953   | 1300                | 0              | 653           | Herida del pie.    |
| 31     | Karolína Muchová  | 1734   | 780                 | 0              | 954           | Lesión estomacal.  |

## Cabezas de serie dobles
| Jugadores            | Jugadores         | Clasif | N.º |
| -------------------- | ----------------- | ------ | --- |
| Nikola Mektić        | Mate Pavić        | 3      | 1   |
| Rajeev Ram           | Joe Salisbury     | 7      | 2   |
| Marcel Granollers    | Horacio Zeballos  | 13     | 3   |
| Juan Sebastián Cabal | Robert Farah      | 20     | 4   |
| John Peers           | Filip Polášek     | 22     | 5   |
| Tim Puetz            | Michael Venus     | 33     | 6   |
| Nicolas Mahut        | Fabrice Martin    | 33     | 7   |
| Jamie Murray         | Bruno Soares      | 35     | 8   |
| Ivan Dodig           | Marcelo Melo      | 36     | 9   |
| Wesley Koolhof       | Neal Skupski      | 41     | 10  |
| Sander Gillé         | Joran Vliegen     | 58     | 11  |
| Kevin Krawietz       | Andreas Mies      | 64     | 12  |
| Raven Klaasen        | Ben McLachlan     | 66     | 13  |
| Marcelo Arévalo      | Jean-Julien Rojer | 69     | 14  |
| Ariel Behar          | Gonzalo Escobar   | 80     | 15  |
| Andrey Golubev       | Franko Škugor     | 81     | 16  |

| Jugadoras            | Jugadoras          | Clasif | N.º |
| -------------------- | ------------------ | ------ | --- |
| Barbora Krejčíková   | Kateřina Siniaková | 3      | 1   |
| Shuko Aoyama         | Ena Shibahara      | 12     | 2   |
| Veronika Kudermétova | Elise Mertens      | 17     | 3   |
| Samantha Stosur      | Shuai Zhang        | 23     | 4   |
| Alexa Guarachi       | Nicole Melichar    | 24     | 5   |
| Gabriela Dabrowski   | Giuliana Olmos     | 25     | 6   |
| Darija Jurak         | Andreja Klepač     | 27     | 7   |
| Cori Gauff           | Caty McNally       | 43     | 8   |
| Caroline Dolehide    | Storm Sanders      | 53     | 9   |
| Marie Bouzková       | Lucie Hradecká     | 60     | 10  |
| Lyudmyla Kichenok    | Jeļena Ostapenko   | 60     | 11  |
| Nadiia Kichenok      | Sania Mirza        | 91     | 12  |
| Asia Muhammad        | Jessica Pegula     | 91     | 13  |
| Yifan Xu             | Zhaoxuan Yang      | 94     | 14  |
| Irina-Camelia Begu   | Nina Stojanović    | 97     | 15  |
| Viktória Kužmová     | Vera Zvonareva     | 116    | 16  |

### Dobles mixto
| Jugadores           | Jugadores     | N.º |
| ------------------- | ------------- | --- |
| Desirae Krawczyk    | Joe Salisbury | 1   |
| Shuai Zhang         | John Peers    | 2   |
| Nicole Melichar     | Robert Farah  | 3   |
| Alexa Guarachi      | Tim Puetz     | 4   |
| Kristina Mladenovic | Ivan Dodig    | 5   |
| Caty McNally        | Jamie Murray  | 6   |
| Nina Stojanović     | Mate Pavić    | 7   |
| Ena Shibahara       | Ben McLachlan | 8   |

## Invitados
| - Alex Bolt - Thanasi Kokkinakis - Stefan Kozlov - Andy Murray - Christopher O'Connell - Lucas Pouille - Chun-hsin Tseng - Aleksandar Vukic | - Samantha Stosur - Daria Saville - Storm Sanders - Madisson Inglis - Priscilla Hon - Diane Parry - Robin Anderson - Xiyu Wang |

| - Alex Bolt / James McCabe - Andrew Harris / Aleksandar Vukic - Rinky Hijikata / Tristan Schoolkate - Treat Huey / Christopher Rungkat - Thanasi Kokkinakis / Nick Kyrgios - Jason Kubler / Christopher O'Connell - Dane Sweeny / Li Tu | - Kimberly Birrell / Charlotte Kempenaers-Pocz - Alexandra Bozovic / Olivia Tjandramulia - Lizette Cabrera / Priscilla Hon - Alizé Cornet / Diane Parry - Jaimee Fourlis / Maddison Inglis - Seone Mendez / Taylah Preston - Peangtarn Plipuech / Aldila Sutjiadi |

### Dobles mixto
- Lizette Cabrera /  Alex Bolt
- Jaimee Fourlis /  Jason Kubler
- Ellen Perez /  Matwé Middelkoop
- Arina Rodionova /  Marc Polmans
- Daria Saville /  Luke Saville
- Astra Sharma /  John-Patrick Smith
- Kateřina Siniaková /  Tomáš Macháč
- Samantha Stosur /  Matthew Ebden

## Clasificación
| 1. Mikhail Kukushkin 2. Norbert Gomboš 3. Maximilian Marterer 4. Tomáš Macháč 5. Radu Albot 6. Jiří Lehečka 7. Taro Daniel 8. Yannick Hanfmann 9. Marco Trungelliti 10. Liam Broady 11. Timofey Skatov 12. Tomás Etcheverry 13. Emilio Gómez 14. Tomás Barrios 15. Nikola Milojevic 16. Alejandro Tabilo | 1. Katie Volynets 2. Martina Trevisan 3. Caroline Dolehide 4. Hailey Baptiste 5. Viktoriya Tomova 6. Lesia Tsurenko 7. Emina Bektas 8. Rebecca Marino 9. Jang Su-jeong 10. Arianne Hartono 11. Harriet Dart 12. Stefanie Vögele 13. Qinwen Zheng 14. Cristina Bucșa 15. Lucia Bronzetti 16. Viktória Kužmová |

## Campeones defensores
| Evento               | Campeones de 2021             | Campeones de 2022                     |
| -------------------- | ----------------------------- | ------------------------------------- |
| Individual masculino | Novak Djokovic                | Rafael Nadal                          |
| Individual femenino  | Naomi Osaka                   | Ashleigh Barty                        |
| Dobles masculino     | Ivan Dodig Filip Polášek      | Thanasi Kokkinakis Nick Kyrgios       |
| Dobles femenino      | Elise Mertens Aryna Sabalenka | Barbora Krejčíková Kateřina Siniaková |
| Dobles mixto         | Barbora Krejčíková Rajeev Ram | Kristina Mladenovic Ivan Dodig        |

## Campeones

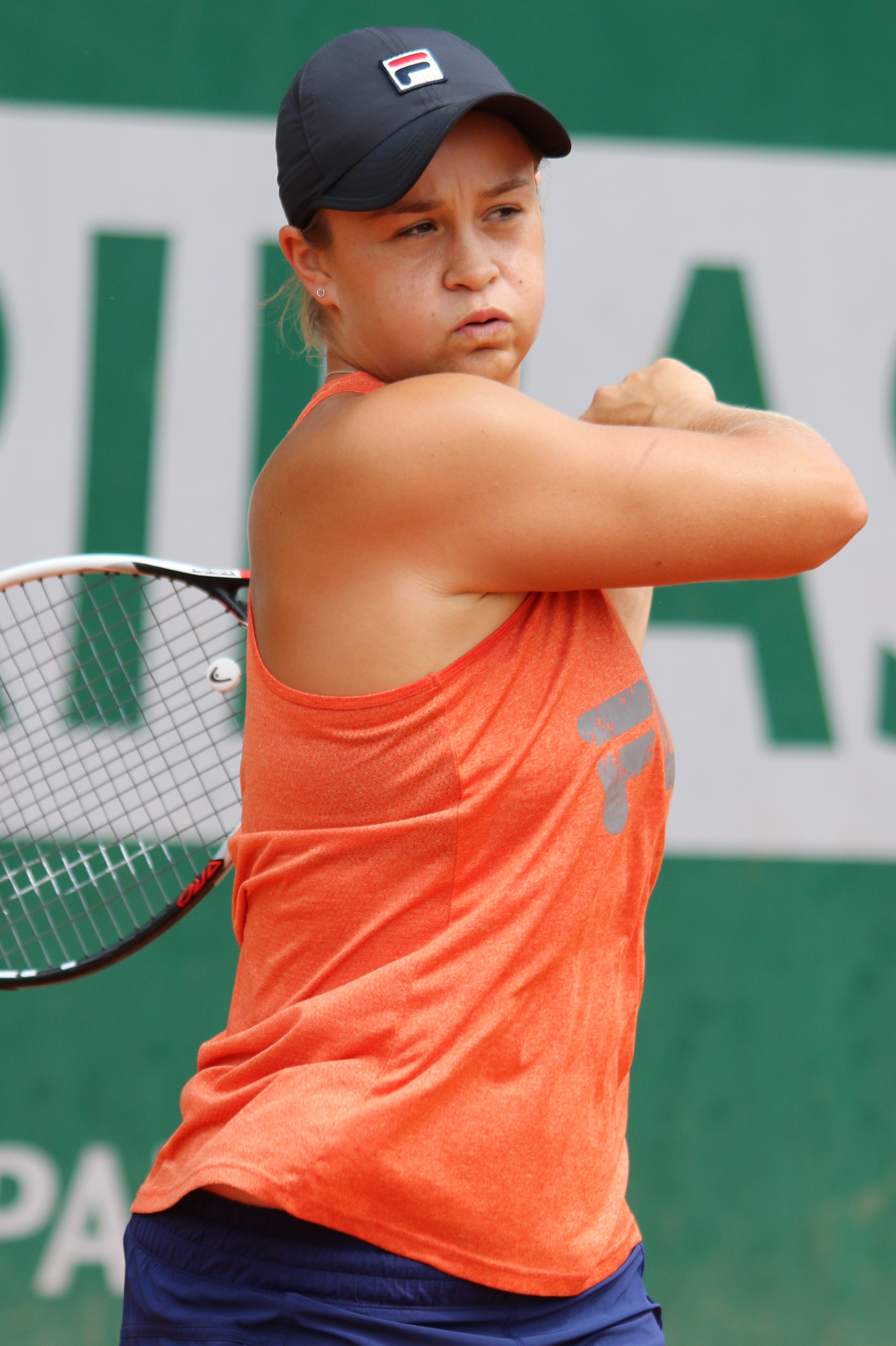
Ashleigh Barty

### Sénior

#### Individual masculino
Rafael Nadal venció a  Daniil Medvedev por 2-6, 6-7(5-7), 6-4, 6-4, 7-5

#### Individual femenino
Ashleigh Barty venció a  Danielle Collins por 6-3, 7-6(7-2)

#### Dobles masculino
Thanasi Kokkinakis /  Nick Kyrgios vencieron a  Matthew Ebden /  Max Purcell por 7-5, 6-4

#### Dobles femenino
Barbora Krejčíková /  Kateřina Siniaková vencieron a  Anna Danilina /  Beatriz Haddad Maia por 6-7(3-7), 6-4, 6-4

#### Dobles mixto
Kristina Mladenovic /  Ivan Dodig vencieron a  Jaimee Fourlis /  Jason Kubler por 6-3, 6-4

### Júnior

#### Individual masculino
Bruno Kuzuhara venció a  Jakub Menšík por 7-6(7-4), 6-7(6-8), 7-5

#### Individual femenino
Petra Marcinko  venció a  Sofia Costoulas por 7-5, 6-1

#### Dobles masculino
Bruno Kuzuhara /  Coleman Wong  vencieron a  Alex Michelsen /  Adolfo Daniel Vallejo por 6-3, 7-6(3)

#### Dobles femenino
Clervie Ngounoue /  Diana Shnaider  vencieron a  Kayla Cross /  Victoria Mboko por 6-4, 6-3

### Tenis adaptado

#### Individual masculino
Shingo Kunieda venció a  Alfie Hewett por 7-5, 3-6, 6-2

#### Individual femenino
Diede de Groot venció a  Aniek van Koot por 6-1, 6-1

#### Quad individual
Sam Schröder venció a  Dylan Alcott por 7-5, 6-0

#### Dobles masculino
Alfie Hewett /  Gordon Reid vencieron a  Gustavo Fernández /  Shingo Kunieda por 6-2, 4-6, [10-7]

#### Dobles femenino
Diede de Groot /  Aniek van Koot vencieron a  Yui Kamiji /  Lucy Shuker por 7-5, 3-6, [10-2]

#### Quad dobles
Andy Lapthorne /  David Wagner vencieron a  Sam Schröder /  Niels Vink por 2-6, 6-4, [10-7]